# Poison (singel Nicole Scherzinger)
Poison – pierwszy singel amerykańskiej artystki Nicole Scherzinger z jej debiutanckiego albumu Killer Love, wydany tylko w Europie. Piosenka została wyprodukowana przez producenta muzycznego - RedOne, który jest odpowiedzialny za takie hity jak Bad Romance Lady Gagi czy Takin’ Back My Love Enrique Iglesiasa. Utwór swoją premierę miał w programie radiowym: Scott Mills Show w BBC Radio 1 14 października 2010 r.

## Historia
W 2007 r. Nicole Scherzinger planowała rozpocząć solową karierę poprzez wydanie solowego albumu Her Name Is Nicole. Nicole wydała cztery single: Whatever U Like (z udziałem T.I.), Baby Love (razem z Will.I.Am) oraz kolejno Puakenikeni i Supervillain, które jednak zawiodły na listach przebojów w Stanach Zjednoczonych (z wyjątkiem „Baby Love”, które dostało się do Top 20 w Europie). W efekcie wydanie albumu było kilkakrotnie przekładane. Ostatecznie jednak album nigdy nie został wydany. Na początku 2010 r. Nicole postanowiła ponownie rozpocząć karierę solową, wypuszczając na rynek utwór Nobody Can Change Me. Jednak i ta piosenka „nie zdała egzaminu” i uzyskała negatywne recenzje przez co wydanie singla zostało anulowane. Po współpracy ze szwedzkim producentem muzycznym RedOne, światło dzienne ujrzał już pierwszy i oficjalny singel - „Poison”.

## Krytyka
Piosenka uzyskała większość pozytywnych opinii od krytyków. Becky Bain ze strony „Idolator” powiedział, że 

Piosenka podąża za standardem, przewidywalnie od formuły dance-popu na początku do szybkiego końca. Miejmy nadzieję, że „Poison” dostanie wspaniały teledysk, w przeciwnym razie uważamy, że Nicole będzie czekać nieco dłużej, aby uzyskać swój pierwszy hit Top 10 na Hot 100 od momentu współpracy z will.i.amem przy „Baby Love” z 2008 r. A właściwie, od kiedy na Hot 100 słyszeliśmy w kółko ogólną muzykę pop? Ten może iść tak czy inaczej, ludzie.

Strona Neon Limelight po usłyszeniu pierwszych części utworu, które wyciekły do internetu, powiedziała, że ta piosenka pochodzi z albumu Christiny Aguilery Bionic oraz że „Nicole Scherzinger” nie znalazła jeszcze swojego dźwięku, więc przeskakuje z trendu na trend poszukijąc tego jednego, który będzie właściwy”

## Teledysk
Teledysk został wyreżyserowany przez Josepha Kahna a premiera odbyła się 29 października 2010 r. Tematem wideo jest superbohaterka - sama Nicole, która walczy z przestępcami i umieszcza ich w więzieniu. W teledysku został użyty motocykl firmy BMW.

## Promocja
Nicole zaprezentowała swój nowy singel na żywo 28 listopada 2010 r. w brytyjskiej wersji show X Factor. Performance zawierał „wybuchy”, „latanie” i temat „super-bohater”. Po występie Nicole zebrała owacje na stojąca od wszystkich jurorów, a Louis Walsh i Simon Cowell powiedziali, że był to najlepszy występ wszystkich serii programu.
29 listopada Nicole wykonałą piosenkę w porannym programie Daybreak w Wielkiej Brytanii. Następnego dnia w programie This Morning i kolejno w Koko Pop oraz podczas Jingle Bell Ball 2010.

## Lista utworów
- Digital Download[3]

1. „Poison” (New Main Version) – 3:47
2. „Poison” (Instrumental) – 3:47

- Poison - Remixes EP[4]

1. „Poison” (Alternate Radio Version) – 3:48
2. „Poison” (Cahill Club Mix) – 6:31
3. „Poison” (Cahill Rockstar Dub Mix) – 6:32
4. „Poison” (Dave Audé Radio) – 3:51
5. „Poison” (Dave Audé Venomous Club) – 7:51
6. „Poison” (Guy Furious Monster Uptempo Remix) – 3:32
7. „Poison” (Manufactured Superstars Vocal Remix) – 5:30

## Listy Przebojów

### Świat
| Lista przebojów (2010)            | Pozycja |
| --------------------------------- | ------- |
| Bułgaria                          | 8       |
| Europa Airplay                    | 41      |
| Europa Digital                    | 26      |
| Irlandia                          | 7       |
| Polska                            | 45      |
| Słowacja                          | 19      |
| Szkocja (Official Charts Company) | 1       |
| UK Singles Chart                  | 3       |

### Hop Bęc
| Poison - Hop Bęc |    |    |    |    |    |    |    |    |    |    |    |    |    |    |    |    |    |    |    |    |
| Dzień            | 01 | 02 | 03 | 04 | 05 | 06 | 07 | 08 | 09 | 10 | 11 | 12 | 13 | 14 | 15 | 16 | 17 | 18 | 19 | 20 |
| Pozycja          | 13 | 16 | 14 | 8  | 12 | 5  | 19 | 13 | 12 | 11 | 13 | 7  | 13 | 4  | 8  | 17 | 13 | 3  | 17 | 10 |
| Dzień            | 21 | 22 | 23 | 24 | 25 | 26 | 27 | 28 | 29 | 30 | 31 | 32 | 33 | 34 | 35 | 36 | 37 | 38 | 39 | 40 |
| Pozycja          | 2  | 1  | 4  | 2  | 4  | 13 | 6  | -  | -  | -  | -  | -  | -  | -  | -  | -  | -  | -  | -  | -  |

## Historia wydania

### Oficjalna sprzedaż
| Region          | Data                 | Format                             | Wytwórnia       |
| --------------- | -------------------- | ---------------------------------- | --------------- |
| Szwecja         | 25 października 2010 | Digital download                   | Universal Music |
| Brazylia        | 11 listopada 2010    | Digital download                   | Universal Music |
| Irlandia        | 25 listopada 2010    | Digital Remixes EP                 | Universal Music |
| Irlandia        | 26 listopada 2010    | Digital single                     | Universal Music |
| Wielka Brytania | 28 listopada 2010    | Digital single, Digital Remixes EP | Polydor Records |
| Francja         | 10 grudnia 2010      | Digital download                   | Universal Music |
| Francja         | 13 grudnia 2010      | Digital Remixes EP                 | Universal Music |